# Lådna

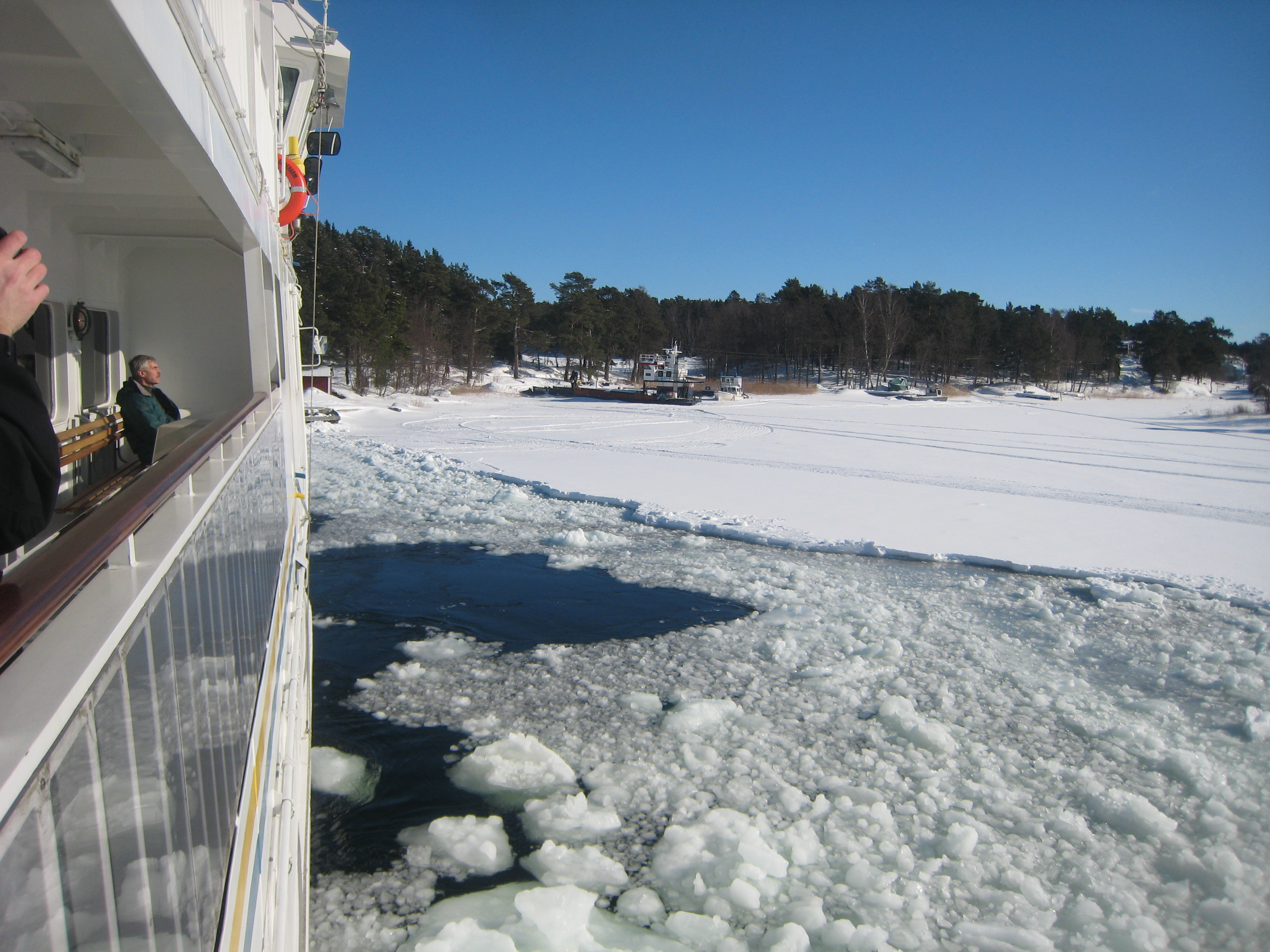
M/S Söderarm anlöper Lådna brygga i mars 2010.

Lådna är en ö i Värmdö kommun i Stockholms skärgård. Ön, som är bebodd året runt, ligger i den centrala delen av mellanskärgården, i området mellan Svartsö och Hjälmö. Ön är knappt 2,5 kilometer lång. Ytan är 1,82 kvadratkilometer.
Lådna är gammal jordbruksbygd som varit bebodd åtminstone sedan 1555. Oppgården är idag ett av skärgårdens största aktiva jordbruk. År 2005 bodde 32 personer på ön, som sedan 1989 ägs av Skärgårdsstiftelsen och som till stora delar tillhör Hjälmö-Lådna naturreservat. Ön trafikeras dagligen av Waxholmsbolaget och har en bensinstation och butik.
Lådna är också känt för skärgårdens största naturhamn; Lådnafladen.